# Car Asen (obwód Silistra)
Car Asen (bułg. Цар Асен) – wieś w północno-wschodniej Bułgarii, w obwodzie Silistra, w gminie Ałfatar. Według danych Narodowego Instytutu Statystycznego, 31 grudnia 2011 roku wieś liczyła 93 mieszkańców.